# شين ساتكليف
شين ساتكليف (بالإنجليزية: Shane Sutcliffe)‏ مواليد 17 يونيو 1975 في فكتوريا، هو ملاكم كندي يصنف ضمن فئة الوزن الثقيل.

## إحصائيات
خاض خلال مسيرته 40 نزالا، فاز في 25 وتعادل في 1 وخسر في 14. فاز بالضربة القاضية في 5 نزالا.

## روابط خارجية
- شين ساتكليف على موقع بوكس ريك (الإنجليزية) (registration required)